# Heliophanus rufithorax
Heliophanus rufithorax är en spindelart som beskrevs av Simon 1868. Heliophanus rufithorax ingår i släktet Heliophanus och familjen hoppspindlar. Inga underarter finns listade i Catalogue of Life.